# Lophoxanthus
Lophoxanthus is een geslacht van kreeftachtigen uit de klasse van de Malacostraca (hogere kreeftachtigen).

## Soort
- Lophoxanthus lamellipes (Stimpson, 1860)